# Liste der Verteidigungsminister Kolumbiens
Der Minister der Nationalen Verteidigung (spanisch Ministro de Defensa Nacional) ist Teil der Regierung von Kolumbien.
Die Aufgaben waren im Jahre 1821 im despacho ejecutivo (Exekutivbüro) in der Abteilung de guerra y marina verwaltet. Anfangs war die Bezeichnung Secretarío, den Titel Minister gibt es seit 1886. Ministro de Defensa Nacional heißt das Portefeuille seit 1965. Einen zivilen Minister gibt es seit 1991.
| Ernannt     | Name                                | Bemerkung | Präsident Kolumbiens während der Amtszeit | Ende der Amtszeit |
| ----------- | ----------------------------------- | --- | ----------------------------------------- | ----------------- |
| 1821        | Pedro Briceño Méndez                | Secretarío de Guerra (eigenes Secretaría de Marina) | Simón Bolívar                             | 1825              |
| 1825        | Carlos Soublette                    | Secretarío de Guerra | Simón Bolívar                             | 1828              |
| 1828        | Rafael Urdaneta                     | ab 1828 Secretarío de Guerra y Marina | Simón Bolívar                             | 1829              |
| 1830        | Pedro Alcántara Herrán              | | Simón Bolívar                             |                   |
| 1830        | José Miguel Pey                     | | Simón Bolívar                             | 1831              |
| 1831        | José María Obando                   | | Domingo Caycedo                           | 1832              |
| 1832        | José Hilario López                  | | José Ignacio de Márquez                   | 1833              |
| 1832        | Antonio Obando                      | | José Ignacio de Márquez                   | 1837              |
| 1837        | José Hilario López                  | | José Ignacio de Márquez                   | 1838              |
| 1838        | Tomás Cipriano de Mosquera          | | José Ignacio de Márquez                   | 1840              |
| 1841        | José Acevedo                        | | Domingo Caycedo                           | 1845              |
| 1845        | Juan María Gómez                    | | Tomás Cipriano de Mosquera                | 1846              |
| 1846        | Joaquín Barriga                     | | Tomás Cipriano de Mosquera                | 1849              |
| 1849        | Tomás Herrera                       | | José Hilario López                        | 1850              |
| 1851        | Valerio Barriga                     | | José Hilario López                        | 1853              |
| 1853        | Coronel Santiago Frasser            | | José María Obando                         |                   |
| 1854        | Pedro Alcántara Herrán              | | José María Melo                           | 1855              |
| 1856        | José María Ortega                   | | Manuel María Mallarino                    | 1861              |
| 1861        | Tomas Cipriano de Mosquera          | | Bartolomé Calvo                           | 1863              |
| 1864        | Rafael Mendoza                      | | Manuel Murillo Toro                       |                   |
| 1864        | Francisco Barriga                   | | Manuel Murillo Toro                       | 1866              |
| 1866        | Rudesindo López                     | | José María Rojas Garrido                  | 1867              |
| 1868        | Sergio Camargo                      | | Santos Gutiérrez                          | 1870              |
| 1871        | Santos Acosta                       | | Eustorgio Salgar                          | 1872              |
| 1873        | Ramón Santodomingo Vila             | | Manuel Murillo Toro                       | 1875              |
| 1875        | Santos Acosta                       | | Santiago Pérez de Manosalbas              | 1876              |
| 1877        | Fernando Ponce                      | | Aquileo Parra                             |                   |
| 1878        | Ezequiel Hurtado                    | | Julián Trujillo Largacha                  | 1879              |
| 1880        | Eliseo Payan                        | | Rafael Núñez                              | 1882              |
| 1882        | Juan Mateus                         | | Francisco Javier Zaldúa                   | 1884              |
| 1884        | José María Campo                    | Secretarío de Guerra y Marina | Ezequiel Hurtado                          | 1886              |
| 1887        | Leopoldo Cuervo                     | ab 1886 Ministro de Guerra y Marina | Rafael Núñez                              | 1890              |
| 1890        | Olegario Rivera                     | | Rafael Núñez                              | 1892              |
| 1893        | Antonio Cuervo                      | | Miguel Antonio Caro                       | 1895              |
| 1896        | Pedro Rivera                        | | Miguel Antonio Caro                       | 1898              |
| 1899        | Jorge Holguin                       | | Manuel Antonio Sanclemente                |                   |
| 1900        | José Santos Rodríguez               | | José Manuel Marroquín                     |                   |
| 1901        | Domingo Ospina                      | | José Manuel Marroquín                     |                   |
| 1902        | Arístides Fernández                 | | José Manuel Marroquín                     |                   |
| 1903        | Alfredo Vásquez                     | | José Manuel Marroquín                     | 1904              |
| 1905        | Euclides Angulo                     | | Rafael Reyes                              | 1906              |
| 1907        | Manuel Sanclemente                  | | Rafael Reyes                              | 1908              |
| 1908        | Victor Calderón                     | | Rafael Reyes                              | 1909              |
| 1910        | Mariano Ospina                      | | Carlos Eugenio Restrepo                   | 1911              |
| 1911        | José Manuel Arango                  | | Carlos Eugenio Restrepo                   | 1914              |
| 1914        | Isaias Luján                        | | José Vicente Concha                       | 1815              |
| 1916        | Salvador Franco                     | | José Vicente Concha                       | 1918              |
| 1918        | Jorge Roa                           | | Marco Fidel Suárez                        | 1921              |
| 1922        | Alfonso Jaramillo                   | | Pedro Nel Ospina                          | 1924              |
| 1924        | Carlos Jaramillo                    | | Pedro Nel Ospina                          | 1925              |
| 1924        | Carlos Jaramillo                    | | Pedro Nel Ospina                          | 1925              |
| 1929        | José Joaquín Villamizar             | | Miguel Abadía Méndez                      | 1930              |
| 1930        | Agustín Morales Olaya               | | Enrique Olaya Herrera                     | 1931              |
| 1932        | Carlos Uribe                        | | Enrique Olaya Herrera                     | 1933              |
| 1934        | Marco Auli                          | | Alfonso López Pumarejo                    | 1935              |
| 1935        | Benito Hernández Bustos             | | Alfonso López Pumarejo                    | 1936              |
| 1936        | Plinio Mendoza Neira                | | Alfonso López Pumarejo                    | 1937              |
| 1937        | Alberto Pumarejo                    | | Alfonso López Pumarejo                    | 1938              |
| 1938        | José Castro Martínez                | | Eduardo Santos                            | 1941              |
| 1942        | Alejandro Galvis                    | | Alfonso López Pumarejo                    | 1943              |
| 1943        | Domingo Espinel                     | | Alfonso López Pumarejo                    | 1945              |
| 1945        | Luis Tamayo                         | | Alberto Lleras Camargo                    | 1947              |
| 1947        | Fabio Lozano                        | | Mariano Ospina Pérez                      | 1948              |
| 1948        | Germán Ocampo Herrera               | | Mariano Ospina Pérez                      | 1949              |
| 8. Mai 1949 | Eduardo Zuleta Àngel                | | Mariano Ospina Pérez                      | 1949              |
| 1949        | Rafael Sánchez Amaya                | | Mariano Ospina Pérez                      | 1950              |
| 1951        | Roberto Urdaneta Arbeláez           | | Roberto Urdaneta Arbeláez                 |                   |
| 1952        | José María Bernal                   | | 1953                                      |                   |
| 1953        | Gustavo Berrío Muñoz                | | Gustavo Rojas Pinilla                     | 1954              |
| 1954        | Gabriel París Gordillo              | | Gustavo Rojas Pinilla                     | 1957              |
| 1957        | Alfonso Saiz Montoya                | | Gabriel París Gordillo                    | 1959              |
| 1959        | Rafael Hernández Pardo              | (* 14. November 1911 in Anolaima, Cundinamarca) Gouverneur von Magdalena während der Regierung von General Gustavo Rojas                                                                                            | Alberto Lleras Camargo                    | 1962              |
| 1962        | Alberto Ruiz Novoa                  | Ministro de Guerra y Marina | Guillermo León Valencia                   | 1965              |
| 1965        | Gabriel Rebeiz Pizarro              | ab 1965 Ministro de Defensa Nacional (* 13. September 1915 in Cali) Sohn von Carmen Pizarro und Elías Rebeiz, heiratete Gloria de Zawadzky, vorher Oberkommandierender des Heeres                                   | Guillermo León Valencia                   | 1967              |
| 1967        | Gerardo Ayerbe Chaux                | (* 11. April 1916 in Popayán 1970: 16. Abril del 2011) Botschafter in Buenos Aires; er war 10 Jahre unter Alfonso López Michelsen, Julio César Turbay Ayala und Belisario Betancurt Vorsitzender des Rechnungshofes | Carlos Lleras Restrepo                    | 1970              |
| 1970        | Hernando Currea Cubides             | (* 1920; 18. Juni 2003) | Misael Pastrana Borrero                   | 1974              |
| 1974        | Abraham Varón                       | (* 1. November 1920 in Honda (Kolumbien)) | Alfonso López Michelsen                   | 1978              |
| 1978        | Luis Carlos Camacho Leyva           | (* 3. September 1921 in Fontibón) | Julio César Turbay Ayala                  | 1982              |
| 1982        | Fernando Landazábal Reyes           | (* 13. Juli 1922 in Pamplona (Kolumbien); 12. Mai 1998) | Belisario Betancur Cuartas                | 1984              |
| 1984        | Gustavo Matamoros D`Costa           | | Belisario Betancur Cuartas                | 1985              |
| 1985        | Miguel Vega Uribe                   | | Belisario Betancur Cuartas                | 1986              |
| 1986        | Rafael Samudio Molina               | | Virgilio Barco Vargas                     | 1988              |
| 1988        | Manuel Jaime Guerrero Paz           | | Virgilio Barco Vargas                     | 1989              |
| 1989        | Óscar Botero Restrepo               | | Virgilio Barco Vargas                     | 1991              |
| 1991        | Rafael Pardo                        | | César Gaviria Trujillo                    | 1994              |
| 1994        | Fernando Botero Zea                 | | Ernesto Samper Pizano                     | 1995              |
| 1995        | Juan Carlos Esguerra                | | Ernesto Samper Pizano                     | 1997              |
| 1997        | Guillermo Alberto González Mosquera | | Ernesto Samper Pizano                     |                   |
| 1997        | Gilberto Echeverri Mejía            | | Ernesto Samper Pizano                     | 1998              |
| 1998        | Rodrigo Lloreda Caicedo             | | Andrés Pastrana Arango                    | 1999              |
| 1999        | Luis Fernando Ramírez Acuña         | | Andrés Pastrana Arango                    | 2001              |
| 2001        | Gustavo Bell                        | | Andrés Pastrana Arango                    | 2002              |
| 2002        | Marta Lucía Ramírez                 | | Álvaro Uribe Vélez                        | 2003              |
| 2003        | Jorge Alberto Uribe                 | | Álvaro Uribe Vélez                        | 2005              |
| 2005        | Camilo Ospina Bernal                | | Álvaro Uribe Vélez                        | 2006              |
| 2006        | Juan Manuel Santos                  | | Álvaro Uribe Vélez                        | 2009              |
| 2009        | Freddy Padilla De León              | | Álvaro Uribe Vélez                        |                   |
| 2009        | Gabriel Silva Luján                 | | Álvaro Uribe Vélez                        | 2010              |
| 2010        | Rodrigo Rivera                      | | Juan Manuel Santos                        | 2011              |
| 2011        | Juan Carlos Pinzón                  | | Juan Manuel Santos                        | 2015              |
| 2015        | Luis Villegas                       | | Juan Manuel Santos                        | 2018              |
| 2018        | Guillermo Botero                    | | Juan Manuel Santos                        | 2019              |
| 2018        | Luis Navarro                        | | Ivan Duque                                | 2019              |
| 2019        | Carlos Holmes Trujillo              | | Ivan Duque                                | aktuell           |